# UFC on ESPN: Machado Garry vs. Prates
UFC en ESPN: Machado Garry vs. Prates (también conocido como UFC on ESPN 66 y UFC on ESPN+ 114) fue un evento de artes marciales mixtas producido por Ultimate Fighting Championship que se llevó a cabo el 26 de abril de 2025 en el T-Mobile Center en Kansas City, Misuri, Estados Unidos.

## Antecedentes
El evento marcó la tercera visita de la promoción a Kansas City y la primera desde UFC on ESPN: Holloway vs. Allen en abril de 2023.
Una pelea de peso semipesado entre el excampeón de peso semipesado de la UFC, Jamahal Hill, y el exretador al título, Khalil Rountree Jr., estaba programado para encabezar el evento. Originalmente, ambos fueron programados para enfrentarse en la coestelar de UFC 303 en junio pasado, pero se canceló debido a la retirada de Rountree del evento tras ingerir involuntariamente DHEA en un suplemento contaminado. El 1 de abril, la pelea se canceló nuevamente debido a la retirada de Hill debido a una lesión persistente en la pierna.
Una pelea de peso welter entre Ian Garry y Carlos Prates sería el que encabezaría el evento.
Una pelea de peso pluma entre Giga Chikadze y David Onama estaba programada para UFC on ESPN: Emmett vs. Murphy, pero se trasladó a este evento por razones desconocidas.
Se espera un combate de peso mediano entre Ikram Aliskerov y André Muniz en el evento. Originalmente, la pareja estaba programada para competir en UFC on ESPN: Perez vs. Taira en junio de 2024, pero Muniz se retiró del combate tras sufrir una fractura de pie. Posteriormente, el combate se reprogramó para UFC Fight Night: Adesanya vs. Imavov en febrero, pero se canceló nuevamente debido a problemas con la visa de Muniz y su equipo.
En este evento se llevó a cabo una pelea de peso pluma entre Chris Gutiérrez y John Castañeda. Anteriormente estaban programados para competir en un combate de última hora en UFC 313 en marzo, pero la pelea se canceló horas antes de tener lugar debido a que Castañeda sufrió una enfermedad no revelada.

## Bonificaciones
Los siguientes peleadores recibieron bonificaciones de 50.000 dólares.
- Pelea de la Noche: Randy Brown vs. Nicolas Dalb
- Actuación de la Noche: Zhang Mingyang y Malcolm Wellmaker